# Neomonoceratina
Neomonoceratina is een geslacht van kreeftachtigen uit de klasse van de Ostracoda (mosselkreeftjes).

## Soorten
- Neomonoceratina acupicta Bonaduce, Ruggieri, Russo & Bismuth, 1992 †
- Neomonoceratina acuta Khosla & Nagori, 1989 †
- Neomonoceratina bataviana (Brady, 1868) Morkhoven, 1963
- Neomonoceratina bermotiensis Khosla & Pant, 1989 †
- Neomonoceratina bignonaensis Carbonnel, 1986 †
- Neomonoceratina boldi Mehra & Khosla, 1987 †
- Neomonoceratina brevicula Chen, 1981 †
- Neomonoceratina bullata Yang & Chen in Hou,Chen, Yang, Ho, Zhou & Tian, 1982
- Neomonoceratina cambayensis Guha, 1979 †
- Neomonoceratina chenae Zhao (Yi-Chun) & Whatley, 1988 †
- Neomonoceratina chomentovensis Szczechura, 1987 †
- Neomonoceratina crispata Hu, 1976 †
- Neomonoceratina delicata Ishizaki & Kato, 1976
- Neomonoceratina diptera Hu & Yang, 1975 †
- Neomonoceratina donghaiensis Liu, 1989 †
- Neomonoceratina dongtaiensis Yang & Chen in Hou,Chen, Yang, Ho, Zhou & Tian, 1982
- Neomonoceratina echinata Zheng, 1983 †
- Neomonoceratina entomon (Brady, 1890) Morkhoven, 1963
- Neomonoceratina fragosa (Guan, 1978) Zhao (Yi-Chun) & Whatley, 1988 †
- Neomonoceratina gajensis Guha, 1974 †
- Neomonoceratina guangdongensis Chen, 1981 †
- Neomonoceratina hatatatensis (Ishizaki, 1966) Hanai et al., 1977 †
- Neomonoceratina helvetica (Oertli, 1958) Krstic, 1979 †
- Neomonoceratina iddoensis Omatsola, 1970
- Neomonoceratina ikoroduensis Omatsola, 1970
- Neomonoceratina indica Annapurna & Rama Sarma, 1987
- Neomonoceratina indonesiana Whatley & Zhao (Yi-Chun), 1988
- Neomonoceratina iniqua (Brady, 1868) Morkhoven, 1963
- Neomonoceratina interiecta Bonaduce, Ruggieri, Russo & Bismuth, 1992 †
- Neomonoceratina japonica (Ishizaki, 1966) Hanai et al., 1977 †
- Neomonoceratina keiji Szczechura, 1989 †
- Neomonoceratina khariensis Khosla & Pant, 1989 †
- Neomonoceratina koenigswaldi (Keij, 1954) Morkhoven, 1963
- Neomonoceratina kuekutzui Hu & Tao, 2008
- Neomonoceratina kutchensis (Guha, 1967) Krstic, 1979 †
- Neomonoceratina kutchensis Guha, 1961 †
- Neomonoceratina laskarevi (Krstic & Pietrzeniuk, 1972) Krstic, 1979 †
- Neomonoceratina macropora Kingma, 1948 †
- Neomonoceratina mediterranea (Ruggieri, 1953) Morkhoven, 1963
- Neomonoceratina microreticulata Kingma, 1948 †
- Neomonoceratina miocaenica El-Waer, 1988 †
- Neomonoceratina misrai Mehra & Khosla, 1987 †
- Neomonoceratina monocornuta Khosla & Nagori, 1988 †
- Neomonoceratina nendongensis (Liu, 1989) Yajima, 1993 †
- Neomonoceratina porocostata Howe & McKenzie, 1989
- Neomonoceratina pseudogajensis Khosla & Nagori, 1989 †
- Neomonoceratina pulchra Ahmed, 1994 †
- Neomonoceratina rhomboidea (Brady, 1868) Morkhoven, 1963
- Neomonoceratina ruggierii Szczechura, 1989 †
- Neomonoceratina siddiquii Mehra & Khosla, 1987 †
- Neomonoceratina spinosa Annapurna & Rama Sarma, 1987
- Neomonoceratina stabilis Guan, 1978 †
- Neomonoceratina triangulata Chen in Hou, Chen, Yang, Ho, Zhou & Tian, 1982
- Neomonoceratina vjetnamica (Schneider, 1971) Hanai, Ikeya & Yajima, 1980